# Ordinary (canção de Alex Warren)
"Ordinary" é uma canção do cantor e compositor americano Alex Warren. Foi lançada em 7 de fevereiro de 2025 pela Atlantic Records como o primeiro single de seu álbum de estreia, You'll Be Alright, Kid. Warren compôs a música com o produtor Adam Yaron, ao lado de Cal Shapiro e Mags Duval.
"Ordinary" foi um sucesso comercial, alcançando o topo da Billboard Hot 100 por sete semanas não consecutivas e o topo da Billboard Global 200 por dez semanas, alcançando o primeiro lugar em mais de vinte países. Também alcançou o top 10 das paradas na África do Sul, Croácia, França, Itália, Líbano e Suécia. No Reino Unido, "Ordinary" se tornou a música número um mais longa na UK Singles Chart da década de 2020 até o momento (superando "Bad Habits", de Ed Sheeran, que reinou por 11 semanas entre julho e setembro de 2021), bem como a canção número um ininterrupta mais longa na UK Singles Chart por um artista masculino americano de todos os tempos. A canção recebeu um impulso significativo em streaming, vendas e Shazams depois que Warren a apresentou na 8ª temporada do reality show Love Is Blind.

## Composição
A canção fala sobre o sentimento de amar alguém "que torna a vida extraordinária". Foi notada por demonstrar a capacidade de Warren de traduzir suas emoções "em letras e melodias", criando ainda outro "refrão cativante" no processo.

## Videoclipe
O videoclipe foi lançado junto com a música em 7 de fevereiro de 2025 e conta com a participação da esposa de Warren, Kouvr Annon. Ele é visto perseguindo-a por diferentes lugares, incluindo uma floresta, uma praia e um deserto, antes de finalmente se encontrarem. No final, ambos levitam em direção ao céu.

## Paradas musicais
| Parada (2025)                                  | Melhor posição |
| ---------------------------------------------- | -------------- |
| Alemanha (Offizielle Deutsche Charts)          | 1              |
| América Central Anglo Airplay (Monitor Latino) | 6              |
| Argentina Anglo (Monitor Latino)               | 8              |
| Austrália (ARIA)                               | 1              |
| Áustria (Ö3 Austria Top 75)                    | 1              |
| Bélgica (Ultratop 50 de Flandres)              | 1              |
| Bélgica (Ultratop 50 da Valônia)               | 1              |
| Bolívia Anglo Airplay (Monitor Latino)         | 4              |
| Brasil (Billboard Brasil Hot 100)              | 18             |
| Canadá (Canadian Hot 100)                      | 1              |
| Canadá CHR/Top 40 (Billboard)                  | 1              |
| Chile Anglo Airplay (Monitor Latino)           | 5              |
| Comunidade dos Estados Independentes (Tophit)  | 2              |
| Colômbia Anglo (Monitor Latino)                | 3              |
| Costa Rica Anglo (Monitor Latino)              | 5              |
| Croácia International Airplay (Top lista)      | 3              |
| República Checa (Rádio Top 100)                | 1              |
| República Checa (Singles Digitál Top 100)      | 3              |
| Dinamarca (Tracklisten)                        | 1              |
| Equador Anglo (Monitor Latino)                 | 13             |
| Espanha (PROMUSICAE)                           | 35             |
| Estados Unidos (Billboard Hot 100)             | 1              |
| Estados Unidos (Billboard Adult Contemporary)  | 9              |
| Estados Unidos (Billboard Adult Top 40)        | 1              |
| Estados Unidos (Billboard Mainstream Top 40)   | 1              |
| Finlândia (Suomen virallinen lista)            | 31             |
| França (SNEP)                                  | 10             |
| Mundo (Billboard Global 200)                   | 1              |
| Grécia International (IFPI)                    | 3              |
| Guatemala Anglo (Monitor Latino)               | 3              |
| Hungria (Rádiós Top 40)                        | 11             |
| Hungria (Single Top 40)                        | 5              |
| Islândia (Tónlistinn)                          | 1              |
| India International (IMI)                      | 15             |
| Irlanda (IRMA)                                 | 1              |
| Israel International Airplay (Media Forest)    | 1              |
| Itália (FIMI)                                  | 7              |
| Japão (Japan Hot 100)                          | 40             |
| Letônia Airplay (LaIPA)                        | 1              |
| Letônia Streaming (LaIPA)                      | 1              |
| Líbano (Lebanese Top 20)                       | 2              |
| Lituânia (AGATA)                               | 15             |
| Lituânia Airplay (TopHit)                      | 1              |
| Luxemburgo (Billboard)                         | 1              |
| México Anglo Airplay (Monitor Latino)          | 1              |
| Oriente Médio e Norte da África (IFPI)         | 17             |
| Países Baixos (Dutch Top 40)                   | 1              |
| Países Baixos (Single Top 100)                 | 1              |
| Nova Zelândia (Recorded Music NZ)              | 1              |
| Nicarágua Anglo Airplay (Monitor Latino)       | 5              |
| Nigéria (TurnTable Top 100)                    | 37             |
| Noruega (VG-lista)                             | 1              |
| Panamá Anglo Airplay (Monitor Latino)          | 9              |
| Paraguai Anglo Airplay (Monitor Latino)        | 7              |
| Peru Anglo (Monitor Latino)                    | 6              |
| Polônia (Polish Airplay Top 100)               | 1              |
| Polônia (Polish Streaming Top 100)             | 8              |
| Portugal (AFP)                                 | 1              |
| Porto Rico Anglo Airplay (Monitor Latino)      | 1              |
| República Dominicana Anglo (Monitor Latino)    | 7              |
| Romênia Airplay (UPFR)                         | 3              |
| Roménia (Romania Radio Airplay)                | 1              |
| Roménia (Romania TV Airplay)                   | 7              |
| Rússia (Tophit Airplay)                        | 28             |
| San Marino Airplay (SMRTV Top 50)              | 13             |
| Singapura (RIAS)                               | 16             |
| Eslováquia (Rádio Top 100)                     | 2              |
| Eslováquia (Singles Digitál Top 100)           | 4              |
| Suécia (Sverigetopplistan)                     | 2              |
| Suíça (Schweizer Hitparade)                    | 1              |
| Ucrânia (Tophit Airplay)                       | 7              |
| Emirados Árabes Unidos (IFPI)                  | 5              |
| Reino Unido (UK Singles Chart)                 | 1              |
| Uruguai Anglo Airplay (Monitor Latino)         | 4              |
| Venezuela Anglo Airplay (Monitor Latino)       | 3              |

| Parada (2025)             | Melhor posição |
| ------------------------- | -------------- |
| CIS Airplay (TopHit)      | 9              |
| Estônia Airplay (TopHit)  | 2              |
| Lituânia Airplay (TopHit) | 4              |
| Romênia Airplay (TopHit)  | 4              |
| Ucrânia Airplay (TopHit)  | 11             |

## Certificações
| Região | Certificação | Vendas                                    |
| --- | ------------ | ----------------------------------------- |
| Austrália (ARIA)                                                                                                  | 2× Platina   | 140 000^                                  |
| Áustria (IFPI Áustria)                                                                                            | Ouro         | 15 000*                                   |
| Canadá (Music Canada)                                                                                             | 3× Platina   | 240 000^                                  |
| Dinamarca (IFPI Dinamarca)                                                                                        | Platina      | 0^                                        |
| Espanha (PROMUSICAE)                                                                                              | Ouro         | 0^                                        |
| Estados Unidos (RIAA)                                                                                             | Platina      | 0‡                                        |
| França (SNEP) | Platina      | 250 000*                                  |
| Itália (FIMI) | Ouro         | 0‡                                        |
| Nova Zelândia (RMNZ)                                                                                              | 2× Platina   | 30 000*                                   |
| Portugal (AFP) | 4× Platina   | Erro de expressão: Falta operando para *^ |
| Reino Unido (BPI)                                                                                                 | 2× Platina   | 0                                         |
| Suíça (IFPI Suíça)                                                                                                | Platina      | 20 000^                                   |
| *números de vendas baseados somente na certificação ‡vendas+valores de streaming baseados somente na certificação |              |                                           |